# Майдабозай
Майдабоза́й (каз. Майдабозай) — село у складі Келеського району Туркестанської області Казахстану. Входить до складу Жамбильського сільського округу.
У радянські часи село називалось Отділення № 1 совхоза імені Джамбула.
Населення — 415 осіб (2021; 317 у 2009, 275 у 1999).